# Salacia alata
Salacia alata là một loài thực vật có hoa trong họ Dây gối. Loài này được De Wild. miêu tả khoa học đầu tiên năm 1906.